# Monument Generaal Gavinstraat

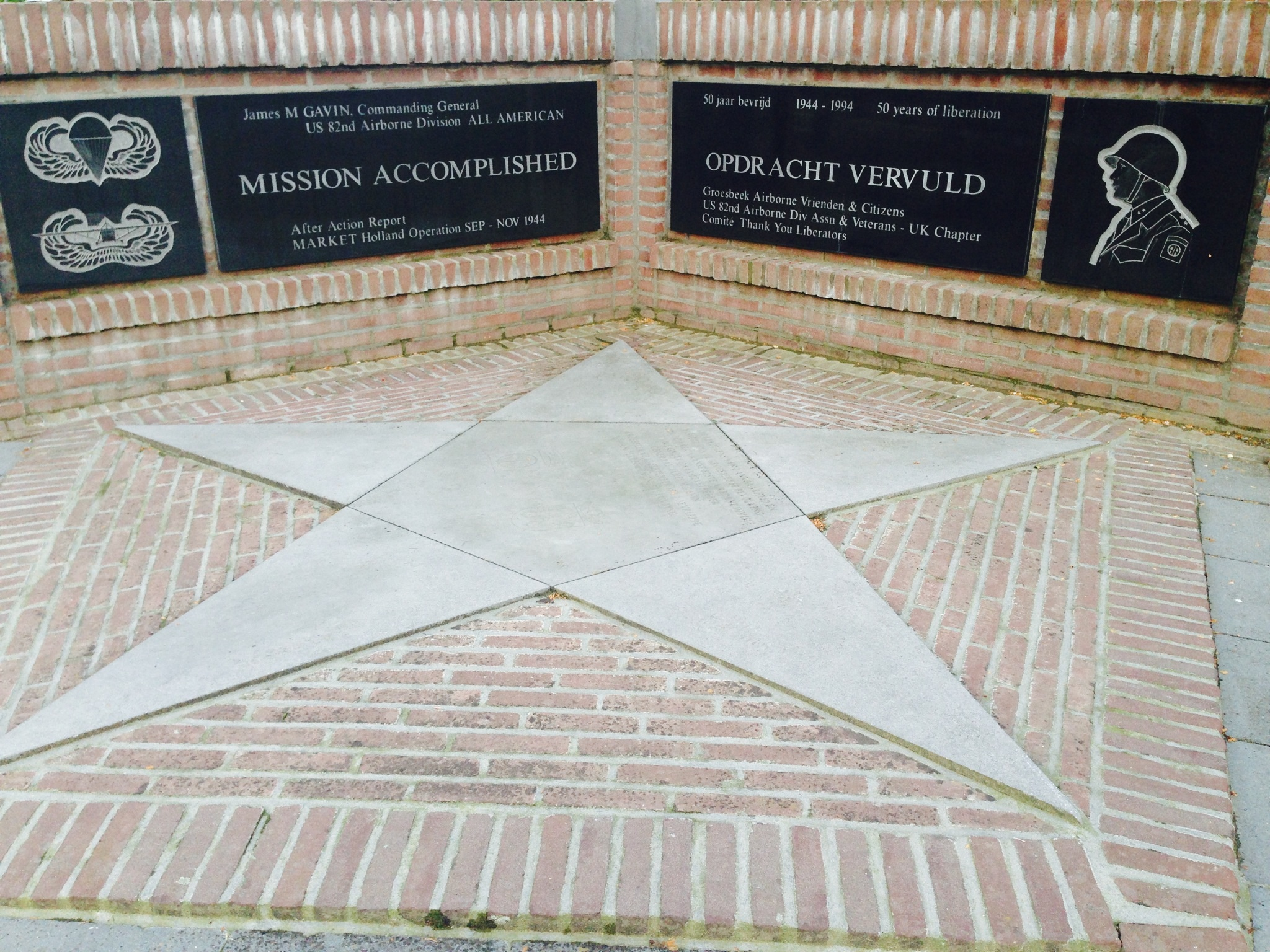
Ansicht des Monument Generaal Gavinstraat

Das Monument Generaal Gavinstraat in Groesbeek, Niederlande, wurde von Cees Hectors erbaut und am 5. Mai 1987 in der Generaal Gavinstraat eingeweiht.
Das aus einem sternförmig bearbeiteten Naturstein gefertigte Denkmal soll an Generalleutnant James M. Gavin erinnern, der als Befehlshaber der 82. US-Luftlandedivision während der Operation Market Garden am 17. September 1944 mit seinen Einheiten bei Groesbeek landete.
Am 15. Juni 1994, kurz vor dem 50. Jahrestag der Luftlandeoperation, besuchte Gavins Witwe Jean mit der gemeinsamen Tochter Barbara Gavin Fauntleroy und der Enkelin das Monument.
Koordinaten: 51° 46′ 4,8″ N, 5° 56′ 24,9″ O